# 童月娟
童月娟（1914年8月7日—2003年1月6日），本名萬秀英，童月娟是她的藝名，另外，還有梁瑞英的別名。本籍中國杭州的她，為1930年代上海京劇、話劇、電影演員，隨後從事電影製作並移民香港繼續從事電影相關事業。1973年，她踏入政治界，於1980年代初期成為台灣第一位具有演藝背景的中央政府民意代表。2003年，她病逝於上海，隨後輾轉安葬於台北；享年89歲。

## 生平

### 早年
本名萬秀英的童月娟出生於中國杭州，1929年，她離開杭州前往上海發展，在接受戲劇訓練後，參與平劇演出，不久轉為話劇演出與幕後製作。1931年，製作並演出新劇《不愛江山愛美人》，因為廣獲好評，受到上海演藝界矚目。也因為此劇，她踏入上海影壇，並擔任女演員，與李麗華、白光、阮玲玉同為上海前後期的少數電影女演員之一。
1933年，她與知名電影監製張善琨結婚，並跨界到電影幕後。

### 上海新華影業
1934年，於童月娟幫助下，張善琨籌組上海新華影業公司。在上海新華影業公司時期，童月娟與張善琨製作多部電影，內容涵蓋平劇改編，如《紅羊豪俠傳》及政治、愛國電影，如：《新桃花扇》、《壯志凌雲》、《青年進行曲》、《雷雨》及部分商業電影如：《王老虎搶親》、《離恨天》。其中除《紅羊豪俠傳》為童月娟主演外，她亦在《新桃花扇》、《王老虎搶親》等片擔任配角。
1937年，中日戰爭爆發。迫於現實，退居第二線的上海新華影業公司負責人張善琨與童月娟仍帶領如周曼华、李麗華、陈云裳、陈娟娟等知名影星參加日本軍方或汪精衛政權轄下的各種「東亞共榮」活動。即使如此，因為童月娟於二戰期間曾以「梁瑞英」假名，參與國民黨於上海的「反日」地下組織，於是戰後上海新華影業公司相關人員，多未被國民政府以「漢奸」或戰犯對待。

### 南去香港
1946年，因為國共內戰轉熾等因素，親國民黨的童月娟與張善琨連袂前往香港繼續發展，並在該地定居。1947年，童月娟與丈夫先後參與或重組香港永華影業、新華影業、長城影業。其中，香港新華為2000年代仍相當知名新華傳媒前身。1950年代初期，兩人合作組成的影業公司出了《蕩婦心》、《血染海棠紅》、《月兒彎彎照九州》、《瓊樓恨》、《王氏四俠》、《一代妖姬》等反共或商業電影。這幾部甚為賣座的片子，她不但擔任統籌監製等工作，也偶而客串演出與指導。
1957年，張善琨去世，童月娟返回並接手香港新華影業。之後十數年，童月娟掌管的新華仍製作出產多部如《盲戀》（李麗華、羅維、鍾情主演）、《青城十九俠》（蕭芳芳主演）、《黑妞》和《碧血黃花》的知名影片。這裡面，描寫國民黨早期組織同盟會329黃花崗事件的《碧血黃花》，甚至到1980年代後期，仍常於台灣各家無線電視播出。也因為她的製片成就，她於1969年的台灣電影金馬獎中，獲得「特別製片獎」。

### 政治與電影
1973年，淡出香港永華影業經營權的童月娟轉入政治界發展。反共且親台灣的她擔任港九電影戲劇事業自由總會主席，負責審核銷往台灣的香港電影的政治實質審查。事實上，她從1953年開始，就幾乎每年組團前往台灣參加勞軍、雙十國慶與「蔣總統誕辰」等紀念活動，也因此關係，她為香港電影打開台灣電影市場。
1981年，長期擔任中華民國僑務委員的童月娟以「梁瑞英」之名獲選中華民國監察院的僑選監察委員，享有台灣的國會議員調查權、監察權、部分官員同意權等權利。也因此，化名為梁瑞英的童月娟不但是台灣第一屆僑選監察委員，也是出任台灣中央政府民意代表中，首度具有演藝人員背景者。
1994年，中華民國第卅一屆電影金馬獎中，童月娟獲得了「終身成就獎」，以表揚她對於上海、香港、台灣等地的電影貢獻。不過另一方面，她在此香港及台灣從政期間，不但禁止了梁家輝、李翰祥入台，還建議台灣禁演該兩人所有影片；而其原因只是梁家輝及李翰祥二人赴中华人民共和国拍片。因為這類型政治干預電影藝術的瑕疵一再出現，讓她及所屬港九電影戲劇事業自由總會曾於香港影壇造成軒然大波。而此局面，直至1990年代才漸趨真正改善。

### 晚年
1993年辭去長達20年的港九自由影劇協會主席之後，童月娟隨即移民加拿大。因為反共產理念，童月娟一直拒絕返回上海、杭州的官方邀請，或私人探親等事宜。2002年，因為年邁，她不得不從加拿大返回上海，接受在滬親友照料。不久，即於2003年因心臟病去世於上海博愛醫院，年89歲。
因為童月娟生前立囑要安葬在自由地區的台灣，並與丈夫張善琨同葬，因此在上海、香港、臺灣及加拿大等地舉辦追思會後，她被家人及影壇好友安葬於台北陽明山的原本張善琨墓園。而其墓園，正是她於廿年前親自設計與規劃。

## 外部連結
- 台灣電影筆記[永久]
- 香港電影資料館
- 童月娟在香港影庫上的簡介